# Margarete Dessoff
Emma Margarete „Gretchen“ Dessoff (* 11. Juni 1874 in Wien; † 27. November 1944 in Locarno, Schweiz) war eine deutsche Chordirigentin und Gesangslehrerin.

## Leben und Wirken
Margarete Dessoff wurde 1874 in Wien geboren und kam mit sechs Jahren nach Frankfurt am Main, als ihr Vater, der Dirigent Otto Dessoff, zum ersten Kapellmeister des Opernorchesters berufen wurde. Sie studierte Gesang mit Gustav Gunz und Marie Schröder-Hanfstängl (1892–97) an Dr. Hoch’s Konservatorium, wo sie später selbst eine Chor-Klasse unterrichtete. Neben dem Dessoff’schen Frauenchor leitete sie mehrere Jahre die Frankfurter Bachgemeinde und gründete 1918 eine der ersten Madrigalvereinigungen in Deutschland, die auch Konzertreisen unternahm.
Auf dem Höhepunkt der Inflation folgte Margarete Dessoff einer Einladung nach New York City, wo sie als Chorus Director am Institute of Musical Art – später Juilliard School of Music, einer Musikakademie nach dem Vorbild der europäischen Konservatorien arbeitete. Sie gründete in den 1920er Jahren mehrere Chöre, den Frauenchor Adesdi, den gemischten Chor The New York A Cappella Singers sowie die Vecchi Singers, mit denen sie 1933 die amerikanische Erstaufführung der Madrigalkomödie L’Amfiparnaso von Orazio Vecchi realisierte. Neben ihrer Liebe zur Alten Musik führte sie mit Mut zum Risiko die Werke junger und unbekannter Komponisten auf. Ihre mit künstlerischer Intelligenz gestalteten Programme und Konzerte regten zeitgenössische Komponisten zu neuen Werken für den Chorgesang an, darunter Hans Gál, Erwin Lendvai, Hugo Herrmann, Marion Bauer, Lazare Saminsky u. a.
Nach dem Rückzug aus dem aktiven Musikleben war ihr eine Rückkehr in das inzwischen von den Nazis beherrschte Deutschland nicht möglich. Sie emigrierte in die Schweiz, wo sie am 27. November 1944 in Locarno starb. Während sie in der deutschen Geschichtsschreibung des modernen Chorgesangs nicht auftaucht, tragen in New York City die Dessoff Choirs, die auf ihre Gründung zurückgehen, ihren Namen bis heute.